# 펜 (지형)

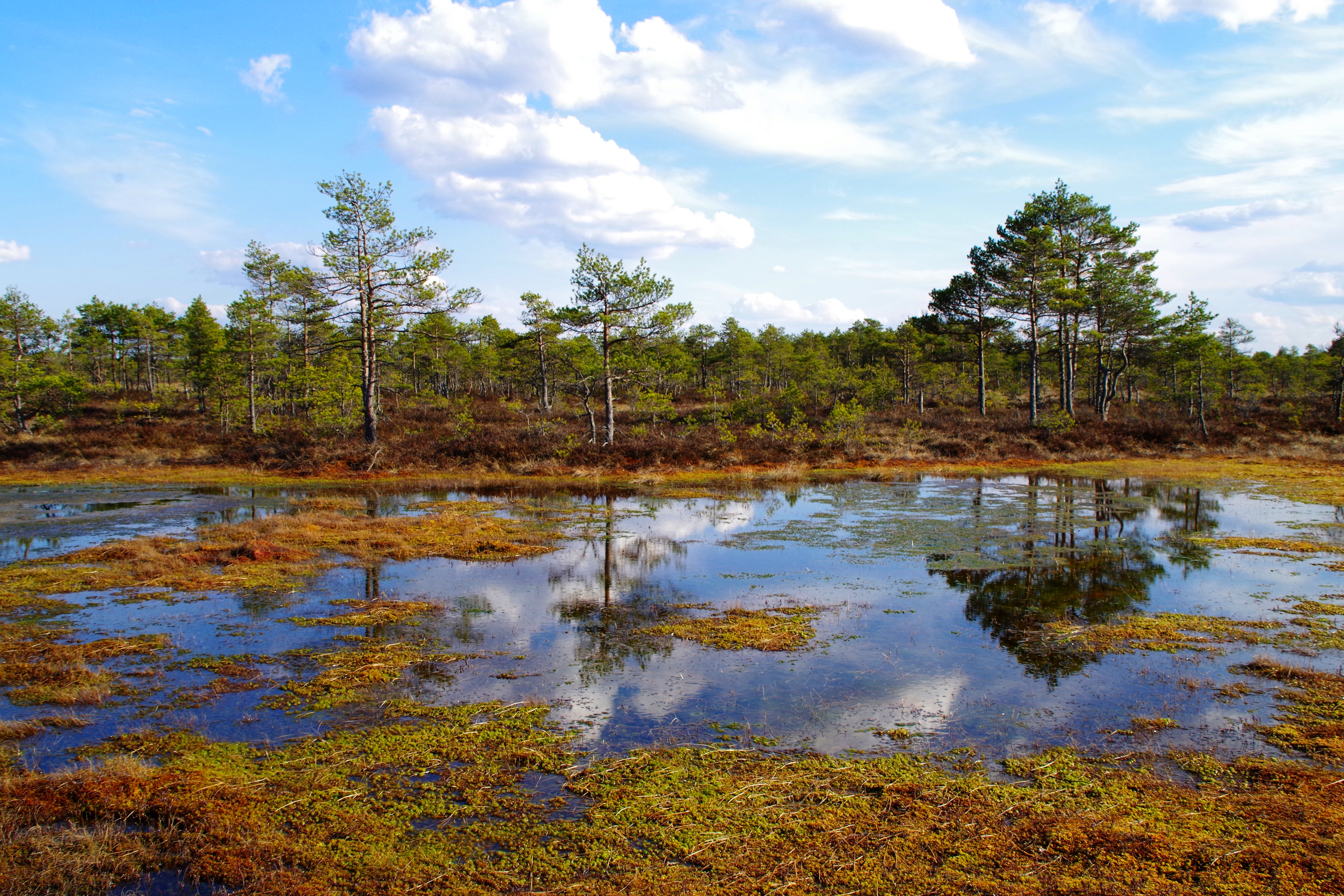

펜(fen)은 이탄습원의 일종이다. 소택, 늪, 보그와 함께 습지의 네 가지 주요 형태를 구성한다. 이 가운데 보그와 펜을 아울러 이탄지라고 한다. 보그의 수질은 산성이고, 펜의 수질은 염기성이다. 이탄이 계속 퇴적됨에 따라 펜의 수질은 점점 산성 쪽으로 이동하여 펜은 결국 시간이 지남에 따라 보그가 된다.
펜은 전세계적으로 발견되지만, 대다수가 북반구 중위도 및 고위도 지역에 분포한다. 식생은 사초, 이끼, 협엽초본이 우세하다. 펜은 생물다양성이 매우 높은 생태계이며, 희귀종이나 절멸위기종의  서식지가 되기도 한다. 또한 수질과 토질에 산소가 부족하기 때문에 탄소, 질소, 인의 순환에 중요한 역할을 한다.
역사적으로 펜은 쓸모없는 땅으로 여겨져 간척 후 농지로 전환되어 왔다. 오늘날에는 그 밖에도 이탄 채취, 공해, 수질 및 수위 변동 등으로 인해 위기에 처한 펜이 많아지고 있다.

## 같이 보기
- 바이우